# Zschorlauer Passionsspiel

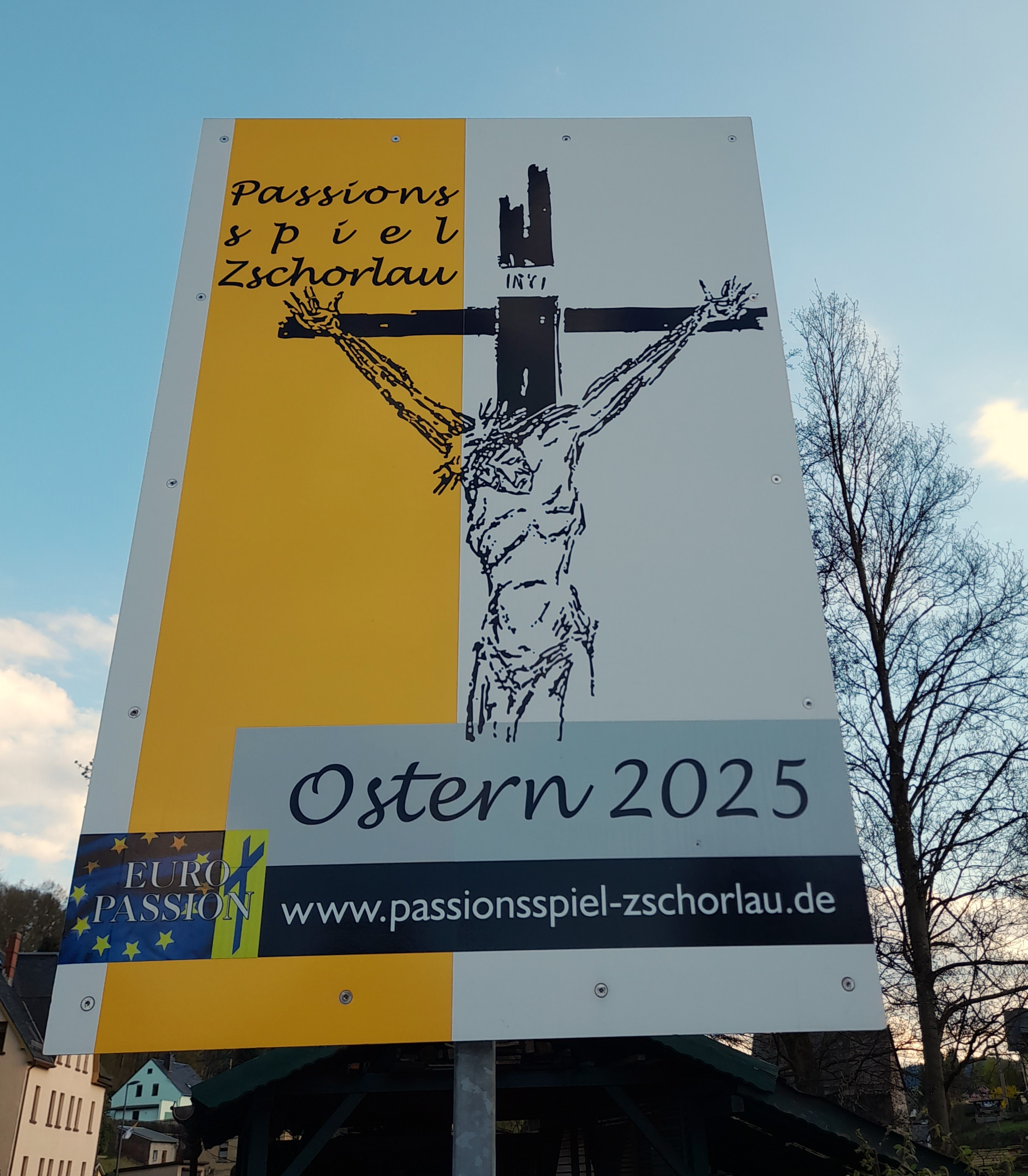
Passionsspiel Zschorlau, Plakat

Das Zschorlauer Passionsspiel wird in Zschorlau im Erzgebirge von Laienspielern aufgeführt und stellt die Geschichte der letzten Tage im Leben von Jesus Christus und dessen Leiden und Sterben am Kreuz dar. Es findet seit dem Jahr 2000 alle fünf Jahre um die Osterzeit statt. 
Die etwa 150 Mitwirkenden aus der evangelisch-lutherischen Landeskirche Sachsen, der evangelisch-methodistischen Kirche und der Landeskirchlichen Gemeinschaft wollen den Besuchern die christliche Botschaft vom Passionsgeschehen in Form einer spielerischen Handlung vermitteln.
Seit 2013 ist der Veranstalter, der Passionsspielverein Zschorlau e. V., auch Mitglied der Europassion.